# Liste des matchs de l'équipe de Pologne de football par adversaire
Cette liste présente les matchs de l'équipe de Pologne de football par adversaire rencontré depuis sa création en 1919.
- Haut – A
- B
- C
- D
- E
- F
- G
- H
- I
- J
- K
- L
- M
- N
- O
- P
- Q
- R
- S
- T
- U
- V
- W
- X
- Y
- Z

## A

### Afrique du Sud
Confrontations entre l'équipe d'Afrique du Sud de football et l'équipe de Pologne de football : 
| Date            | Lieu                         | Match                    | Score | Compétition  |
| 6 juin 2009     | Johannesbourg Afrique du Sud | Afrique du Sud - Pologne | 1-0   | Match amical |
| 12 octobre 2012 | Varsovie Pologne             | Pologne - Afrique du Sud | 1-0   | Match amical |

Bilan
- Total de matchs disputés : 2
- Victoires de l'équipe de Pologne : 1
- Victoires de l'équipe d'Afrique du Sud : 1
- Matchs nuls : 0

### Albanie
Confrontations entre l'équipe d'Albanie de football et l'équipe de Pologne de football : 
| Date             | Lieu               | Match             | Score | Compétition                        |
| 6 novembre 1949  | Varsovie Pologne   | Pologne - Albanie | 2-1   | Match amical                       |
| 1er mai 1950     | Tirana Albanie     | Albanie - Pologne | 0-0   | Match amical                       |
| 29 novembre 1953 | Tirana Albanie     | Albanie - Pologne | 2-0   | Match amical                       |
| 10 octobre 1970  | Chorzów Pologne    | Pologne - Albanie | 3-0   | Qualifications Euro 1972           |
| 12 mai 1971      | Tirana Albanie     | Albanie - Pologne | 1-1   | Qualifications Euro 1972           |
| 31 octobre 1984  | Mielec Pologne     | Pologne - Albanie | 2-2   | Qualifications Coupe du monde 1986 |
| 30 mai 1985      | Tirana Albanie     | Albanie - Pologne | 0-1   | Qualifications Coupe du monde 1986 |
| 19 octobre 1988  | Mielec Pologne     | Pologne - Albanie | 1-0   | Qualifications Coupe du monde 1990 |
| 15 novembre 1989 | Tirana Albanie     | Albanie - Pologne | 1-2   | Qualifications Coupe du monde 1990 |
| 29 mai 2005      | Szczecin Pologne   | Pologne - Albanie | 1-0   | Match amical                       |
| 27 mai 2008      | Reutlingen Albanie | Albanie - Pologne | 0-1   | Match amical                       |

Bilan
- Total de matchs disputés : 11
- Victoires de l'équipe de Pologne : 7
- Victoires de l'équipe d'Albanie : 1
- Matchs nuls : 3

### Algérie
Confrontations entre l'équipe d'Algérie de football et l'équipe de Pologne de football : 
| Date             | Lieu             | Match             | Score | Compétition  |
| 21 mars 1979     | Alger Algérie    | Algérie - Pologne | 0-1   | Match amical |
| 19 novembre 1980 | Cracovie Pologne | Pologne - Algérie | 5-1   | Match amical |

Bilan
- Total de matchs disputés : 2
- Victoires de l'équipe de Pologne : 2
- Victoires de l'équipe d'Algérie : 0
- Matchs nuls : 0

### Allemagne
Cet article présente les confrontations entre l'équipe d'Allemagne de football et l'équipe de Pologne de football : 
| Date              | Lieu                            | Match               | Score | Compétition                                           |
| 3 décembre 1933   | Berlin Allemagne                | Allemagne - Pologne | 1-0   | Match amical                                          |
| 9 septembre 1934  | Varsovie Pologne                | Pologne - Allemagne | 2-5   | Match amical                                          |
| 15 septembre 1935 | Wrocław Pologne                 | Pologne - Allemagne | 0-1   | Match amical                                          |
| 13 septembre 1936 | Varsovie Pologne                | Pologne - Allemagne | 1-1   | Match amical                                          |
| 18 septembre 1938 | Chemnitz Allemagne              | Allemagne - Pologne | 4-1   | Match amical                                          |
| 20 mai 1959       | Hambourg Allemagne              | RFA - Pologne       | 1-1   | Match amical                                          |
| 8 octobre 1961    | Varsovie Pologne                | Pologne - RFA       | 0-2   | Match amical                                          |
| 10 octobre 1971   | Varsovie Pologne                | Pologne - RFA       | 1-3   | Euro 1972                                             |
| 17 novembre 1971  | Hambourg Allemagne              | RFA - Pologne       | 0-0   | Euro 1972                                             |
| 3 juillet 1974    | Francfort-sur-le-Main Allemagne | RFA - Pologne       | 1-0   | Coupe du monde 1974                                   |
| 1er juin 1978     | Buenos Aires Argentine          | Pologne - RFA       | 0-0   | Coupe du monde 1978                                   |
| 13 mai 1980       | Francfort-sur-le-Main Allemagne | RFA - Pologne       | 3-1   | Match amical                                          |
| 2 septembre 1981  | Chorzów Pologne                 | Pologne - RFA       | 0-2   | Match amical                                          |
| 4 septembre 1996  | Zabrze Pologne                  | Pologne - Allemagne | 0-2   | Match amical                                          |
| 14 juin 2006      | Dortmund Allemagne              | Allemagne - Pologne | 1-0   | Coupe du monde 2006 (Groupe A)                        |
| 8 juin 2008       | Klagenfurt Autriche             | Allemagne - Pologne | 2-0   | Euro 2008                                             |
| 11 octobre 2014   | Varsovie Pologne                | Pologne - Allemagne | 2-0   | Éliminatoires du Championnat d'Europe 2016 (Groupe D) |
| 4 septembre 2015  | Francfort-sur-le-Main Allemagne | Allemagne - Pologne | 3-1   | Éliminatoires du Championnat d'Europe 2016 (Groupe D) |
| 16 juin 2016      | Saint-Denis France              | Allemagne - Pologne | 0-0   | Euro 2016 (Groupe C)                                  |

Statistiques
Au 8 juin 2008
Matchs invaincus :
- Allemagne : 16 (75 ans et 4 mois)
- Pologne : 1 (3 ans et 4 mois)

Total :
- Nombre de rencontres : 16
- Premier match gagné par les Allemands : 3 décembre 1933 (N°1)
- Premier match gagné par les Polonais : 1
- Dernier match gagné par les Allemands : 8 juin 2008
- Dernier match gagné par les Polonais : 1
- Plus grand nombre de buts marqués par les Allemands : 5 buts le 9 septembre 1934 (gagné)
- Plus grand nombre de points marqués par les Polonais : 2 buts le 9 septembre 1934 (perdu)
- Plus grande différence de buts dans un match gagné par les Allemands : +3 le 9 septembre 1934 et 18 septembre 1938
- Plus grande différence de buts dans un match gagné par les Polonais : 2-0

En Allemagne :
- Nombre de rencontres : 7
- Premier match gagné par les Allemands : 3 décembre 1933 (N°1 en Allemagne)
- Premier match gagné par les Polonais : -
- Dernier match gagné par les Allemands : 14 juin 2006
- Dernier match gagné par les Polonais : -
- Plus grand nombre de buts marqués par les Allemands : 4 buts le 18 septembre 1938 (gagné)
- Plus grand nombre de buts marqués par les Polonais : 1 but le 18 septembre 1938 (perdu), 20 mai 1959 (perdu) et le 13 mai 1980 (perdu)
- Plus grande différence de buts dans un match gagné par les Allemands : +3 le 18 septembre 1938
- Plus grande différence de buts dans un match gagné par les Polonais : -

En Pologne :
- Nombre de rencontres : 7
- Premier match gagné par les Allemands : 9 septembre 1934 (N°1 en Pologne)
- Premier match gagné par les Polonais : 1
- Dernier match gagné par les Allemands : 4 septembre 1996
- Dernier match gagné par les Polonais : 1
- Plus grand nombre de buts marqués par les Allemands : 5 buts le 9 septembre 1934 (gagné)
- Plus grand nombre de buts marqués par les Polonais : 2 buts le 9 septembre 1934 (perdu)
- Plus grande différence de buts dans un match gagné par les Allemands : +3 le septembre 1934
- Plus grande différence de buts dans un match gagné par les Polonais : -

En terrain neutre :
- Nombre de rencontres : 2
- Premier match gagné par les Allemands : 1er juin 1978 (N°1)
- Premier match gagné par les Polonais : -
- Dernier match gagné par les Allemands : 8 juin 2008
- Dernier match gagné par les Polonais : -
- Plus grand nombre de buts marqués par les Allemands : 2 buts le 8 juin 2008 (gagné)
- Plus grand nombre de buts marqués par les Polonais : -
- Plus grande différence de buts dans un match gagné par les Allemands : +2 le 8 juin 2008
- Plus grande différence de buts dans un match gagné par les Polonais : -

En Coupe du monde :
- Nombre de rencontres : 3
- Premier match gagné par les Allemands : le 3 juillet 1974 (N°1 en Coupe du monde)
- Premier match gagné par les Polonais : -
- Dernier match gagné par les Allemands : le 14 juin 2006
- Dernier match gagné par les Polonais : -
- Plus grand nombre de buts marqués par les Allemands : 1 but le 3 juillet 1974 (gagné) et le 14 juin 2006 (gagné)
- Plus grand nombre de buts marqués par les Polonais : -
- Plus grande différence de buts dans un match gagné par les Allemands : +1 le 3 juillet 1974 (gagné) et le 14 juin 2006 (gagné)
- Plus grande différence de buts dans un match gagné par les Polonais : -

À l'Euro :
- Nombre de rencontres : 3
- Premier match gagné par les Allemands : 10 octobre 1971 (N°1 du tournoi)
- Premier match gagné par les Polonais : -
- Dernier match gagné par les Allemands : 8 juin 2008
- Dernier match gagné par les Polonais : -
- Plus grand nombre de buts marqués par les Allemands : 2 buts le 10 octobre 1971 (perdu)
- Plus grand nombre de buts marqués par les Polonais : 1 but le 10 octobre 1971 (perdu)
- Plus grande différence de buts dans un match gagné par les Allemands : +2 le 10 octobre 1971 et le 8 juin 2008
- Plus grande différence de buts dans un match gagné par les Polonais : -

Bilan
- Nombre de rencontres : 16
- Victoires allemandes : 12
- Victoires polonaises : 0
- Matches nuls : 4

Bilan depuis la Seconde Guerre mondiale
- Nombre de rencontres : 11
- Victoires allemandes : 8
- Victoires polonaises : 0
- Matches nuls : 3

Bilan au XXIe siècle
- Nombre de rencontres : 5
- Victoires allemandes : 3
- Victoires polonaises : 1
- Matches nuls : 1

### Allemagne de l'Est
Les confrontations RDA-Pologne sont une série de matchs entre deux pays voisins, d'idéologie commune (communisme), ce qui favorise les rencontres entre les deux pays. De plus, la Pologne est l'adversaire le plus souvent affronté par la RDA (19 matchs). Pour anecdote, le premier officiel de la RDA fut contre la Pologne en 1952.
| Date               | Lieu                          | Match         | Score | Compétition                        |
| 21 septembre 1952  | Varsovie ( Pologne)           | Pologne - RDA | 3-0   | Match amical                       |
| 26 septembre 1954  | Rostock ( Allemagne de l'Est) | RDA - Pologne | 0-1   | Match amical                       |
| 22 juillet 1956    | Chorzów ( Pologne)            | Pologne - RDA | 0-2   | Match amical                       |
| 29 juin 1958       | Rostock ( Allemagne de l'Est) | RDA - Pologne | 1-1   | Match amical                       |
| 22 octobre 1961    | Wrocław ( Pologne)            | Pologne - RDA | 3-1   | Match amical                       |
| 11 septembre 1966  | Erfurt ( Allemagne de l'Est)  | RDA - Pologne | 2-0   | Match amical                       |
| 20 octobre 1968    | Szczecin ( Pologne)           | Pologne - RDA | 1-1   | Match amical                       |
| 16 mai 1970        | Cracovie ( Pologne)           | Pologne - RDA | 1-1   | Match amical                       |
| 6 septembre 1970   | Rostock ( Allemagne de l'Est) | RDA - Pologne | 5-0   | Match amical                       |
| 1er septembre 1972 | Nuremberg ( Allemagne)        | RDA - Pologne | 1-2   | Jeux olympiques 1972               |
| 4 septembre 1974   | Varsovie ( Pologne)           | Pologne - RDA | 1-3   | Match amical                       |
| 28 mai 1975        | Halle ( Allemagne de l'Est)   | RDA - Pologne | 1-2   | Match amical                       |
| 31 juillet 1976    | Montréal ( Canada)            | Pologne - RDA | 1-3   | Jeux olympiques 1976               |
| 18 avril 1979      | Leipzig ( Allemagne de l'Est) | RDA - Pologne | 2-1   | Qualifications Euro 1980           |
| 26 septembre 1979  | Chorzów ( Pologne)            | Pologne - RDA | 1-1   | Qualifications Euro 1980           |
| 2 mai 1981         | Chorzów ( Pologne)            | Pologne - RDA | 1-0   | Qualifications Coupe du monde 1982 |
| 10 octobre 1981    | Leipzig ( Allemagne de l'Est) | RDA - Pologne | 2-3   | Qualifications Coupe du monde 1982 |
| 19 août 1987       | Lubin ( Pologne)              | Pologne - RDA | 2-0   | Match amical                       |
| 21 septembre 1988  | Cottbus ( Allemagne de l'Est) | RDA - Pologne | 1-2   | Match amical                       |

Bilan
- Total de matchs disputés : 19
- Victoires de l'équipe de Pologne : 9
- Victoires de l'équipe d'Allemagne de l'Est : 6
- Matchs nuls : 4

### Andorre
Confrontations entre l'équipe de Pologne de football et l'équipe d'Andorre de football : 
| Date         | Lieu             | Match             | Score | Compétition                                         |
| 28 mars 2021 | Varsovie Pologne | Pologne - Andorre | 3-0   | Éliminatoires de la Coupe du monde de football 2022 |

Bilan
- Total de matchs disputés : 1
- Victoires de l'équipe de Pologne : 3
- Victoires de l'équipe d'Andorre : 0
- Matchs nuls : 0

### Angleterre
Confrontations entre l'équipe d'Angleterre de football et l'équipe de Pologne de football : 
| Date             | Lieu                  | Match                | Score | Compétition                                |
| 5 janvier 1966   | Liverpool Angleterre  | Angleterre - Pologne | 1-1   | Match amical                               |
| 5 juillet 1966   | Chorzów Pologne       | Pologne - Angleterre | 0-1   | Match amical                               |
| 6 juin 1973      | Chorzów Pologne       | Pologne - Angleterre | 2-0   | Qualifications Coupe du monde 1974         |
| 17 octobre 1973  | Londres Angleterre    | Angleterre - Pologne | 1-1   | Qualifications Coupe du monde 1974         |
| 11 juin 1986     | Monterrey Mexique     | Pologne - Angleterre | 0-3   | Coupe du monde 1986                        |
| 3 juin 1989      | Londres Angleterre    | Angleterre - Pologne | 3-0   | Qualifications Coupe du monde 1990         |
| 11 octobre 1989  | Chorzów Pologne       | Pologne - Angleterre | 0-0   | Qualifications Coupe du monde 1990         |
| 17 octobre 1990  | Londres Angleterre    | Angleterre - Pologne | 2-0   | Qualifications Euro 1992                   |
| 13 novembre 1991 | Poznań Pologne        | Pologne - Angleterre | 1-1   | Qualifications Euro 1992                   |
| 29 mai 1993      | Chorzów Pologne       | Pologne - Angleterre | 1-1   | Qualifications Coupe du monde 1994         |
| 8 septembre 1993 | Londres Angleterre    | Angleterre - Pologne | 3-0   | Qualifications Coupe du monde 1994         |
| 9 octobre 1996   | Londres Angleterre    | Angleterre - Pologne | 2-1   | Qualifications Coupe du monde 1998         |
| 31 mai 1997      | Chorzów Pologne       | Pologne - Angleterre | 1-2   | Qualifications Coupe du monde 1998         |
| 27 mars 1999     | Londres Angleterre    | Angleterre - Pologne | 3-1   | Qualifications Euro 2000                   |
| 8 septembre 1999 | Varsovie Pologne      | Pologne - Angleterre | 0-0   | Qualifications Euro 2000                   |
| 8 septembre 2004 | Chorzów Pologne       | Pologne - Angleterre | 1-2   | Qualifications Coupe du monde 2006         |
| 12 octobre 2005  | Manchester Angleterre | Angleterre - Pologne | 2-1   | Qualifications Coupe du monde 2006         |
| 17 octobre 2012  | Varsovie Pologne      | Pologne - Angleterre | 1-1   | Qualifications pour la Coupe du Monde 2014 |
| 15 octobre 2013  | Londres Angleterre    | Angleterre - Pologne | 2-0   | Qualifications pour la Coupe du Monde 2014 |
| 31 mars 2021     | Londres Angleterre    | Angleterre - Pologne | 2-1   | Qualifications pour la Coupe du Monde 2022 |

Bilan
- Total de matchs disputés : 20

|  |  |  |  |  |
|  |  |  |  |  |
|  |  |  |  |  |

- Victoires de l'équipe de Pologne : 1
- Victoires de l'équipe d'Angleterre : 12
- Matchs nuls : 7

### Arabie saoudite
Confrontations entre l'équipe d'Arabie saoudite de football et l'équipe de Pologne de football : 
| Date             | Lieu                  | Match                     | Score | Compétition                    |
| 13 avril 1994    | Cannes France         | Pologne - Arabie saoudite | 1-0   | Match amical                   |
| 7 décembre 1994  | Riyad Arabie saoudite | Arabie saoudite - Pologne | 2-0   | Match amical                   |
| 10 décembre 1994 | Riyad Arabie saoudite | Arabie saoudite - Pologne | 1-2   | Match amical                   |
| 28 mars 2006     | Riyad Arabie saoudite | Arabie saoudite - Pologne | 1-2   | Match amical                   |
| 26 novembre 2022 | Al Rayyan Qatar       | Pologne - Arabie saoudite | 2-0   | Coupe du Monde 2022 (Groupe C) |

Bilan
- Total de matchs disputés : 5
- Victoires de l'équipe de Pologne : 4
- Victoires de l'équipe d'Arabie saoudite : 1
- Matchs nuls : 0

### Argentine
Confrontations entre l'équipe d'Argentine de football et l'équipe de Pologne de football : 
| Date             | Lieu                    | Match               | Score | Compétition                    |
| 11 juin 1966     | Buenos Aires Argentine  | Argentine - Pologne | 1-1   | Match amical                   |
| 28 octobre 1981  | Mar del Plata Argentine | Argentine - Pologne | 1-0   | Match amical                   |
| 15 juin 1974     | Stuttgart Allemagne     | Pologne - Argentine | 3-2   | Coupe du monde 1974            |
| 24 mars 1976     | Chorzów Pologne         | Pologne - Argentine | 1-2   | Match amical                   |
| 29 mai 1977      | Buenos Aires Argentine  | Argentine - Pologne | 3-1   | Match amical                   |
| 14 juin 1978     | Rosario Argentine       | Argentine - Pologne | 2-0   | Coupe du monde 1978            |
| 12 octobre 1980  | Buenos Aires Argentine  | Argentine - Pologne | 2-1   | Match amical                   |
| 28 octobre 1981  | Buenos Aires Argentine  | Argentine - Pologne | 1-2   | Match amical                   |
| 17 janvier 1984  | Calcutta Inde           | Pologne - Argentine | 1-1   | Match amical                   |
| 26 novembre 1992 | Buenos Aires Argentine  | Argentine - Pologne | 2-0   | Match amical                   |
| 5 juin 2011      | Varsovie Pologne        | Pologne - Argentine | 2-1   | Match amical                   |
| 30 novembre 2022 | Doha Qatar              | Pologne - Argentine | 0-2   | Coupe du Monde 2022 (Groupe C) |

Bilan
- Total de matchs disputés : 12
- Victoires de l'équipe de Pologne : 3
- Victoires de l'équipe d'Argentine : 7
- Matchs nuls : 2

### Arménie
Confrontations entre l'équipe d'Arménie de football et l'équipe de Pologne de football : 
| Date            | Lieu             | Match             | Score | Compétition                        |
| 3 mars 1999     | Varsovie Pologne | Pologne - Arménie | 1-0   | Match amical                       |
| 28 mars 2001    | Varsovie Pologne | Pologne - Arménie | 4-0   | Qualifications Coupe du monde 2002 |
| 6 juin 2001     | Erevan Arménie   | Arménie - Pologne | 1-1   | Qualifications Coupe du monde 2002 |
| 28 mars 2007    | Varsovie Pologne | Pologne - Arménie | 1-0   | Qualifications Euro 2008           |
| 7 juin 2007     | Erevan Arménie   | Arménie - Pologne | 1-0   | Qualifications Euro 2008           |
| 11 octobre 2016 | Varsovie Pologne | Pologne - Arménie | 2-1   | Qualifications Coupe du Monde 2018 |
| 5 octobre 2017  | Erevan Arménie   | Arménie - Pologne | 1-6   | Qualifications Coupe du Monde 2018 |

Bilan
- Total de matchs disputés : 7
- Victoires de l'équipe de Pologne : 5 avec 15 buts
- Victoires de l'équipe d'Arménie : 1 avec 4 buts
- Matchs nuls : 1

### Australie
Confrontations entre l'équipe d'Australie de football et l'équipe de Pologne de football : 
| Date             | Lieu              | Match               | Score | Compétition       |
| 16 novembre 1981 | Bangkok Thaïlande | Australie - Pologne | 1-1   | Match amical      |
| 5 août 1992      | Barcelone Espagne | Pologne - Australie | 6-1   | Tournoi olympique |
| 7 septembre 2010 | Cracovie Pologne  | Pologne - Australie | 1-2   | Match amical      |

Bilan
- Total de matchs disputés : 3
- Victoires de l'équipe de Pologne : 1
- Victoires de l'équipe d'Australie : 1

|  |  |  |  |
|  |  |  |  |
|  |  |  |  |

- Matchs nuls : 1

### Autriche
Confrontations entre l'équipe de Pologne de football et l'équipe d'Autriche de football : 
| Date             | Lieu               | Match              | Score | Compétition                        |
| 12 mai 1935      | Vienne Autriche    | Autriche - Pologne | 5-2   | Match amical                       |
| 6 octobre 1935   | Varsovie Pologne   | Pologne - Autriche | 1-0   | Match amical                       |
| 11 août 1936     | Berlin Allemagne   | Pologne - Autriche | 1-3   | Tournoi olympique                  |
| 24 août 1977     | Vienne Autriche    | Autriche - Pologne | 2-1   | Match amical                       |
| 19 mai 1992      | Salzbourg Autriche | Autriche - Pologne | 2-4   | Match amical                       |
| 17 mai 1994      | Katowice Pologne   | Pologne - Autriche | 3-4   | Match amical                       |
| 9 octobre 2004   | Vienne Autriche    | Autriche - Pologne | 1-3   | Qualifications Coupe du monde 2006 |
| 3 septembre 2005 | Chorzow Pologne    | Pologne - Autriche | 3-2   | Qualifications Coupe du monde 2006 |
| 12 juin 2008     | Vienne Autriche    | Autriche - Pologne | 1-1   | Euro 2008                          |
| 21 mars 2019     | Vienne Autriche    | Autriche - Pologne | 0-1   | Qualifications Euro 2020           |
| 9 septembre 2019 | Varsovie Pologne   | Pologne - Autriche | 0-0   | Qualifications Euro 2020           |
| 21 juin 2024     | Berlin Allemagne   | Pologne - Autriche | 1-3   | Euro 2024 (groupe D)               |

Bilan
- Total de matchs disputés : 12
- Victoires de l'équipe de Pologne :5
- Victoires de l'équipe d'Autriche : 5
- Matchs nuls : 2

### Azerbaïdjan
| Date             | Lieu              | Match                 | Score | Compétition                        |
| 12 octobre 1994  | Mielec Pologne    | Pologne - Azerbaïdjan | 1 - 0 | Qualifications Euro 1996           |
| 15 novembre 1995 | Bakou Azerbaïdjan | Azerbaïdjan - Pologne | 0 - 0 | Qualifications Euro 1996           |
| 26 mars 2005     | Varsovie Pologne  | Pologne - Azerbaïdjan | 8 - 0 | Qualifications Coupe du monde 2006 |
| 4 juin 2005      | Bakou Azerbaïdjan | Azerbaïdjan - Pologne | 0 - 3 | Qualifications Coupe du monde 2006 |
| 24 mars 2007     | Cracovie Pologne  | Pologne - Azerbaïdjan | 5 - 0 | Qualifications Euro 2008           |
| 2 juin 2007      | Bakou Azerbaïdjan | Azerbaïdjan - Pologne | 1 - 3 | Qualifications Euro 2008           |

Bilan
- Total de matchs disputés : 6
- Victoires de l'équipe de Pologne : 5
- Victoires de l'équipe d'Azerbaïdjan : 0
- Matchs nuls : 1

## B

### Belgique
Confrontations entre l'équipe de Belgique de football et l'équipe de Pologne de football : 
| Date              | Lieu               | Match              | Score | Compétition                        |
| 11 octobre 1931   | Bruxelles Belgique | Belgique - Pologne | 2-1   | Match amical                       |
| 4 juin 1933       | Varsovie Pologne   | Pologne - Belgique | 0-1   | Match amical                       |
| 16 février 1936   | Bruxelles Belgique | Belgique - Pologne | 0-2   | Match amical                       |
| 27 mai 1939       | Łódź Pologne       | Pologne - Belgique | 3-3   | Match amical                       |
| 23 mai 1962       | Varsovie Pologne   | Pologne - Belgique | 2-0   | Match amical                       |
| 7 avril 1965      | Bruxelles Belgique | Belgique - Pologne | 0-0   | Match amical                       |
| 21 mai 1967       | Chorzów Pologne    | Pologne - Belgique | 3-1   | Euro 1968                          |
| 8 octobre 1967    | Bruxelles Belgique | Belgique - Pologne | 2-4   | Euro 1968                          |
| 17 avril 1974     | Liège Belgique     | Belgique - Pologne | 1-1   | Match amical                       |
| 2 avril 1980      | Bruxelles Belgique | Belgique - Pologne | 2-1   | Match amical                       |
| 28 juin 1982      | Barcelone Espagne  | Pologne - Belgique | 3-0   | Coupe du monde 1982                |
| 17 avril 1984     | Varsovie Pologne   | Pologne - Belgique | 0-1   | Match amical                       |
| 1er mai 1985      | Bruxelles Belgique | Belgique - Pologne | 2-0   | Qualifications Coupe du monde 1986 |
| 11 septembre 1985 | Chorzów Pologne    | Pologne - Belgique | 0-0   | Qualifications Coupe du monde 1986 |
| 6 juin 1990       | Bruxelles Belgique | Belgique - Pologne | 1-1   | Match amical                       |
| 21 août 2002      | Szczecin Pologne   | Pologne - Belgique | 1-1   | Match amical                       |
| 30 avril 2003     | Bruxelles Belgique | Belgique - Pologne | 3-1   | Match amical                       |
| 15 novembre 2006  | Bruxelles Belgique | Belgique - Pologne | 0-1   | Qualifications Euro 2008           |
| 17 novembre 2007  | Chorzów Pologne    | Pologne - Belgique | 2-0   | Qualifications Euro 2008           |
| 8 juin 2022       | Bruxelles Pologne  | Belgique - Pologne | 6-1   | Ligue des nations 2021 - 2022      |
| 14 juin 2022      | Varsovie Pologne   | Pologne - Belgique | 0-1   | Ligue des nations 2021 - 2022      |

Bilan
- Total de matchs disputés : 21
- Victoires de l'équipe de Pologne : 7
- Victoires de l'équipe de Belgique : 8
- Matchs nuls : 6

### Biélorussie
| Date             | Lieu                | Match                 | Score | Compétition                        |
| 17 août 1994     | Radom Pologne       | Pologne - Biélorussie | 1-1   | Match amical                       |
| 1er mai 1996     | Mielec Pologne      | Pologne - Biélorussie | 1-1   | Match amical                       |
| 7 octobre 2000   | Łódź Pologne        | Pologne - Biélorussie | 3-1   | Qualifications Coupe du monde 2002 |
| 5 septembre 2001 | Minsk Biélorussie   | Biélorussie - Pologne | 4-1   | Qualifications Coupe du monde 2002 |
| 9 février 2005   | Varsovie Pologne    | Pologne - Biélorussie | 1-3   | Match amical                       |
| 11 octobre 2011  | Wiesbaden Allemagne | Biélorussie - Pologne | 0-2   | Match amical                       |

Bilan
- Total de matchs disputés : 6
- Victoires de l'équipe de Pologne : 2
- Victoires de l'équipe de Biélorussie : 2
- Matchs nuls : 2

### Bolivie
Confrontations entre l'équipe de Bolivie de football et l'équipe de Pologne de football : 
| Date           | Lieu               | Match             | Score | Compétition  |
| 12 juin 1977   | La Paz Bolivie     | Bolivie - Pologne | 1-2   | Match amical |
| 2 juillet 1980 | Santa Cruz Bolivie | Bolivie - Pologne | 0-1   | Match amical |

Bilan
- Total de matchs disputés : 2
- Victoires de l'équipe de Pologne : 2
- Victoires de l'équipe de Bolivie : 0
- Matchs nuls : 0

### Bosnie-Herzégovine
Confrontations entre l'équipe de Pologne de football et l'équipe de Bosnie-Herzégovine de football : 
| Date             | Lieu                      | Match                        | Score | Compétition                           |
| 15 décembre 2007 | Antalya Turquie           | Pologne - Bosnie-Herzégovine | 1-0   | Match amical                          |
| 10 décembre 2010 | Aksu Turquie              | Bosnie-Herzégovine - Pologne | 2-2   | Match amical                          |
| 16 décembre 2011 | Aksu Turquie              | Bosnie-Herzégovine - Pologne | 0-1   | Match amical                          |
| 7 septembre 2020 | Zenica Bosnie-Herzégovine | Bosnie-Herzégovine - Pologne | 3-0   | Ligue des nations de l'UEFA 2020-2021 |
| 14 octobre 2020  | Wrocław Pologne           | Pologne - Bosnie-Herzégovine | 3-0   | Ligue des nations de l'UEFA 2020-2021 |

Bilan
- Total de matchs disputés : 5
- Victoires de l'équipe de Pologne : 2
- Victoires de l'équipe de Bosnie-Herzégovine : 3
- Matchs nuls : 1

### Brésil
Confrontations entre l'équipe du Brésil de football et l'équipe de Pologne de football : 
| Date            | Lieu                  | Match            | Score | Compétition         |
| 5 juin 1938     | Strasbourg France     | Pologne - Brésil | 5-6   | Coupe du monde 1938 |
| 5 juin 1966     | Belo Horizonte Brésil | Brésil - Pologne | 4-1   | Match amical        |
| 8 juin 1966     | Rio de Janeiro Brésil | Brésil - Pologne | 2-1   | Match amical        |
| 20 juin 1968    | Varsovie Pologne      | Pologne - Brésil | 3-6   | Match amical        |
| 6 juillet 1974  | Munich Allemagne      | Pologne - Brésil | 1-0   | Coupe du monde 1974 |
| 19 juin 1977    | São Paulo Brésil      | Brésil - Pologne | 3-1   | Match amical        |
| 21 juin 1978    | Mendoza Argentine     | Pologne - Brésil | 1-3   | Coupe du monde 1978 |
| 29 juin 1980    | São Paulo Brésil      | Brésil - Pologne | 1-1   | Match amical        |
| 16 juin 1986    | Guadalajara Mexique   | Pologne - Brésil | 0-4   | Coupe du monde 1986 |
| 7 mars 1993     | Ribeirão Preto Brésil | Brésil - Pologne | 2-2   | Match amical        |
| 29 juin 1995    | Recife Brésil         | Brésil - Pologne | 2-1   | Match amical        |
| 26 juin 1996    | Vitória Brésil        | Brésil - Pologne | 3-1   | Match amical        |
| 26 février 1997 | Goiana Brésil         | Brésil - Pologne | 4-2   | Match amical        |

Bilan
- Total de matchs disputés : 13
- Victoires de l'équipe de Pologne : 1
- Victoires de l'équipe du Brésil : 10
- Matchs nuls : 2

## C

### Cameroun
Confrontations entre l'équipe du Cameroun de football et l'équipe de Pologne de football : 
| Date             | Lieu               | Match              | Score | Compétition         |
| 19 juin 1982     | La Corogne Espagne | Pologne - Cameroun | 0-0   | Coupe du monde 1982 |
| 14 novembre 2001 | Poznań Pologne     | Pologne - Cameroun | 0-0   | Match amical        |
| 11 août 2010     | Szczecin Pologne   | Pologne - Cameroun | 0-3   | Match amical        |

Bilan
- Total de matchs disputés : 3
- Victoires de l'équipe de Pologne : 0
- Victoires de l'équipe du Cameroun : 1
- Matchs nuls : 2

### Canada
Confrontations entre l'équipe du Canada de soccer et l'équipe de Pologne de football : 
| Date             | Lieu              | Match            | Score | Compétition  |
| 1er août 1973    | Toronto Canada    | Canada - Pologne | 1-3   | Match amical |
| 31 octobre 1974  | Varsovie Pologne  | Pologne - Canada | 2-0   | Match amical |
| 6 juillet 1975   | Montréal Canada   | Canada - Pologne | 1-8   | Match amical |
| 7 juillet 1975   | Toronto Canada    | Canada - Pologne | 1-4   | Match amical |
| 15 juillet 1988  | Toronto Canada    | Canada - Pologne | 1-2   | Match amical |
| 15 juillet 1989  | Toronto Canada    | Canada - Pologne | 1-2   | Match amical |
| 18 novembre 2009 | Bydgoszcz Pologne | Pologne - Canada | 1-0   | Match amical |

Bilan
- Total de matchs disputés : 7
- Victoires de l'équipe de Pologne : 7
- Victoires de l'équipe du Canada : 0
- Matchs nuls : 0

### Chine
Confrontations entre l'équipe de Chine de football et l'équipe de Pologne de football : 
| Date             | Lieu              | Match           | Score | Compétition  |
| 24 novembre 1981 | Bangkok Thaïlande | Chine - Pologne | 0-2   | Match amical |
| 15 janvier 1984  | Calcutta Inde     | Pologne - Chine | 1-0   | Match amical |
| 27 janvier 1984  | Calcutta Inde     | Pologne - Chine | 1-0   | Match amical |

Bilan
- Total de matchs disputés : 3
- Victoires de l'équipe de Pologne : 3
- Victoires de l'équipe de Chine : 0
- Matchs nuls : 0

### Chypre
| Date             | Lieu              | Match            | Score | Compétition                        |
| 31 octobre 1976  | Varsovie Pologne  | Pologne - Chypre | 5 - 0 | Qualifications Coupe du monde 1978 |
| 15 mai 1977      | Limassol Chypre   | Chypre - Pologne | 1 - 3 | Qualifications Coupe du monde 1978 |
| 12 avril 1987    | Gdańsk Pologne    | Pologne - Chypre | 0 - 0 | Qualifications Euro 1988           |
| 11 novembre 1987 | Limassol Chypre   | Chypre - Pologne | 0 - 1 | Qualifications Euro 1988           |
| 1er février 1993 | Nicosie Chypre    | Chypre - Pologne | 0 - 0 | Match amical                       |
| 27 août 1996     | Bełchatów Pologne | Pologne - Chypre | 2 - 2 | Match amical                       |
| 15 février 1997  | Ayia Napa Chypre  | Chypre - Pologne | 2 - 3 | Match amical                       |

Bilan
- Total de matchs disputés : 7
- Victoires de l'équipe de Pologne : 4
- Victoires de l'équipe de Chypre : 0
- Matchs nuls : 3

### Colombie
| Date            | Lieu       | Match              | Score | Compétition                    |
| 28 août 1972    | Ingolstadt | Pologne - Colombie | 5-1   | Tournoi olympique              |
| 9 juillet 1980  | Bogota     | Colombie - Pologne | 1-4   | Match amical                   |
| 10 février 1985 | Bogota     | Colombie - Pologne | 1-2   | Match amical                   |
| 14 février 1985 | Cali       | Colombie - Pologne | 1-0   | Match amical                   |
| 4 mai 1990      | New York   | Pologne - Colombie | 1-2   | Match amical                   |
| 30 mai 2006     | Chorzów    | Pologne - Colombie | 1-2   | Match amical                   |
| 24 juin 2018    | Kazan      | Pologne - Colombie | 0-3   | Coupe du monde 2018 (Groupe H) |

Bilan
- Total de matchs disputés : 7
- Victoires de l'équipe de Pologne : 3
- Victoires de l'équipe de Colombie : 4
- Matchs nuls : 0

### Corée du Sud
Confrontations entre l'équipe de Corée du Sud de football et l'équipe de Pologne de football : 
| Date             | Lieu                 | Match                  | Score | Compétition         |
| 12 novembre 1981 | Bangkok Corée du Sud | Corée du Sud - Pologne | 1-3   | Match amical        |
| 4 juin 2002      | Pusan Corée du Sud   | Corée du Sud - Pologne | 2-0   | Coupe du monde 2002 |
| 7 octobre 2011   | Séoul Corée du Sud   | Corée du Sud - Pologne | 2-2   | Match amical        |
| 27 mars 2018     | Chorzów Pologne      | Pologne - Corée du Sud | 3-2   | Match amical        |

Bilan
- Total de matchs disputés : 4
- Victoires de l'équipe de Pologne : 2
- Victoires de l'équipe de Corée du Sud : 1
- Matchs nuls : 1

### Costa Rica
Confrontations entre l'équipe du Costa Rica de football et l'équipe de Pologne de football : 
| Date           | Lieu       | Match                | Score | Compétition                    |
| 8 février 1989 | San José   | Costa Rica - Pologne | 2-4   | Match amical                   |
| 6 mai 1990     | Piscataway | Pologne - Costa Rica | 2-0   | Match amical                   |
| 20 juin 2006   | Hanovre    | Costa Rica - Pologne | 1-2   | Coupe du monde 2006 (Groupe A) |

Bilan
- Total de matchs disputés : 3
- Victoires de l'équipe de Pologne : 3
- Victoires de l'équipe du Costa Rica : 0
- Matchs nuls : 0

### Croatie
Confrontations entre l'équipe de Croatie de football et l'équipe de Pologne de football : 
| Date            | Lieu                 | Match             | Score | Compétition       |
| 28 février 1996 | Rijeka Croatie       | Croatie - Pologne | 2-1   | Match amical      |
| 22 avril 1998   | Osijek Croatie       | Croatie - Pologne | 4-1   | Match amical      |
| 12 février 2003 | Split Croatie        | Croatie - Pologne | 0-0   | Match amical      |
| 3 juin 2006     | Wolfsbourg Allemagne | Pologne - Croatie | 1-0   | Match amical      |
| 16 juin 2008    | Klagenfurt Autriche  | Pologne - Croatie | 0-1   | Euro 2008         |
| 8 Sep 2024      | Rijeka Croatie       | Croatie - Pologne |       | LIGUE DES NATIONS |
| 15 Oct 2024     | Poznań Pologne       | Pologne - Croatie |       | LIGUE DES NATIONS |

Bilan
- Total de matchs disputés : 5
- Victoires de l'équipe de Pologne : 1
- Victoires de l'équipe de Croatie : 3
- Matchs nuls : 1

## E

### Écosse
Confrontations entre l'équipe de Pologne de football et l'équipe d'Écosse de football : 
| Date             | Lieu              | Match            | Score | Compétition                        |
| 1er juin 1958    | Varsovie Pologne  | Pologne - Écosse | 1-2   | Match amical                       |
| 4 mai 1960       | Glasgow Écosse    | Écosse - Pologne | 2-3   | Match amical                       |
| 23 mai 1965      | Chorzów Pologne   | Pologne - Écosse | 1-1   | Qualifications Coupe du monde 1966 |
| 13 octobre 1965  | Glasgow Écosse    | Écosse - Pologne | 1-2   | Qualifications Coupe du monde 1966 |
| 28 mai 1980      | Poznań Pologne    | Pologne - Écosse | 1-0   | Match amical                       |
| 19 mai 1990      | Glasgow Écosse    | Écosse - Pologne | 1-1   | Match amical                       |
| 25 avril 2001    | Bydgoszcz Pologne | Pologne - Écosse | 1-1   | Match amical                       |
| 5 mars 2014      | Varsovie Pologne  | Pologne - Écosse | 0-1   | Match amical                       |
| 14 octobre 2014  | Varsovie Pologne  | Pologne - Écosse | 2-2   | Qualifications Euro 2016           |
| 8 octobre 2015   | Glasgow Écosse    | Écosse - Pologne | 2-2   | Qualifications Euro 2016           |
| 5 Septembre 2024 | Glasgow Écosse    | Écosse - Pologne |       | LIGUE DES NATIONS                  |
| 18 Novembre 2024 | Poznań Pologne    | Pologne - Écosse |       | LIGUE DES NATIONS                  |

Bilan
- Total de matchs disputés : 10
- Victoires de l'équipe de Pologne : 3
- Victoires de l'équipe d'Écosse : 2
- Matchs nuls : 5

### Émirats arabes unis
| Date              | Lieu                          | Match                         | Score | Compétition  |
| 21 mai 1990       | Marseille France              | Émirats arabes unis - Pologne | 0 - 4 | Match amical |
| 25 septembre 1996 | Wodzislaw Pologne             | Pologne - Émirats arabes unis | 1 - 0 | Match amical |
| 6 décembre 2006   | Abou Dabi Émirats arabes unis | Émirats arabes unis -Pologne  | 2 - 5 | Match amical |

Bilan
- Total de matchs disputés : 3
- Victoires de l'équipe de Pologne : 3
- Victoires de l'équipe des Émirats arabes unis : 0
- Matchs nuls : 0

### Équateur
Confrontations entre l'équipe de Pologne de football et l'équipe d'Équateur de football : 
| Date             | Lieu                    | Match              | Score | Compétition                    |
| 13 novembre 2005 | Barcelone Espagne       | Pologne - Équateur | 3-0   | Match amical                   |
| 9 juin 2006      | Gelsenkirchen Allemagne | Pologne - Équateur | 0-2   | Coupe du monde 2006 (Groupe A) |
| 12 octobre 2010  | Montréal Canada         | Équateur - Pologne | 2-2   | Match amical                   |

Bilan
- Total de matchs disputés : 3
- Victoires de l'équipe de Pologne : 1
- Victoires de l'équipe d'Équateur : 1
- Matchs nuls : 1

### Égypte
Confrontations entre l'équipe d'Égypte de football et l'équipe de Pologne de football : 
| Date            | Lieu            | Match            | Score | Compétition  |
| 3 décembre 1991 | Le Caire Égypte | Égypte - Pologne | 4-0   | Match amical |
| 5 décembre 1991 | Le Caire Égypte | Égypte - Pologne | 0-0   | Match amical |

Bilan
- Total de matchs disputés : 2
- Victoires de l'équipe de Pologne : 0
- Victoires de l'équipe d'Égypte : 1
- Matchs nuls : 1

### Espagne
Confrontations entre l'équipe d'Espagne de football et l'équipe de Pologne de football : 
| Date              | Lieu                           | Match             | Score | Compétition              |
| 28 juin 1959      | Chorzów Pologne                | Pologne - Espagne | 2-4   | Qualifications Euro 1960 |
| 14 octobre 1959   | Madrid Espagne                 | Espagne - Pologne | 3-0   | Qualifications Euro 1960 |
| 12 novembre 1980  | Barcelone Espagne              | Espagne - Pologne | 1-2   | Match amical             |
| 18 novembre 1981  | Łódź Pologne                   | Pologne - Espagne | 2-3   | Match amical             |
| 26 mars 1986      | Cadix Espagne                  | Espagne - Pologne | 3-0   | Match amical             |
| 20 septembre 1989 | La Corogne Espagne             | Espagne - Pologne | 1-0   | Match amical             |
| 9 février 1994    | Santa Cruz de Tenerife Espagne | Espagne - Pologne | 1-1   | Match amical             |
| 18 août 1999      | Varsovie Pologne               | Pologne - Espagne | 1-2   | Match amical             |
| 26 janvier 2000   | Carthagène Espagne             | Espagne - Pologne | 3-0   | Match amical             |
| 8 juin 2010       | Murcie Espagne                 | Espagne - Pologne | 6-0   | Match amical             |
| 11 juin 2021      | Séville Espagne                | Espagne - Pologne | 1-1   | Euro 2020                |

Bilan
- Total de matchs disputés : 11
- Victoires de l'équipe de Pologne : 2
- Victoires de l'équipe d'Espagne : 9
- Matchs nuls : 2

## F

### Îles Féroé
| Date            | Lieu                 | Match                | Score | Compétition  |
| 10 février 2002 | Limassol Chypre      | Îles Féroé - Pologne | 1 - 2 | Match amical |
| 21 février 2004 | San Fernando Espagne | Pologne - Îles Féroé | 6 - 0 | Match amical |
| 14 mai 2006     | Wronki Pologne       | Pologne - Îles Féroé | 4 - 0 | Match amical |

Bilan
- Total de matchs disputés : 3
- Victoires de l'équipe de Pologne : 3
- Victoires de l'équipe des Îles Féroé : 0
- Matchs nuls : 0

### France
Confrontations entre l'équipe de France de football et l'équipe de Pologne de football
| Date              | Lieu               | Match            | Score | Compétition                                         |
| 22 janvier 1939   | Paris France       | France - Pologne | 4-0   | Match amical                                        |
| 15 juillet 1952   | Lahti Finlande     | Pologne - France | 2-1   | Tournoi olympique 1952                              |
| 28 septembre 1960 | Varsovie Pologne   | Pologne - France | 2-2   | Match amical                                        |
| 11 avril 1962     | Paris France       | France - Pologne | 1-3   | Match amical                                        |
| 22 octobre 1966   | Paris France       | France - Pologne | 2-1   | Qualifications pour l'Euro 1968                     |
| 17 septembre 1967 | Varsovie Pologne   | Pologne - France | 1-4   | Qualifications pour l'Euro 1968                     |
| 7 septembre 1974  | Wrocław Pologne    | Pologne - France | 0-2   | Match amical                                        |
| 24 avril 1976     | Lens France        | France - Pologne | 2-0   | Match amical                                        |
| 10 juillet 1982   | Alicante Espagne   | Pologne - France | 3-2   | Coupe du monde 1982 (match pour la troisième place) |
| 31 août 1982      | Paris France       | France - Pologne | 0-4   | Match amical                                        |
| 15 août 1990      | Paris France       | France - Pologne | 0-0   | Match amical                                        |
| 14 août 1991      | Poznań Pologne     | Pologne - France | 1-5   | Match amical                                        |
| 6 novembre 1994   | Zabrze Pologne     | Pologne - France | 0-0   | Qualifications pour l'Euro 1996                     |
| 16 août 1995      | Paris France       | France - Pologne | 1-1   | Qualifications pour l'Euro 1996                     |
| 23 février 2000   | Saint-Denis France | France - Pologne | 1-0   | Match amical                                        |
| 17 novembre 2004  | Saint-Denis France | France - Pologne | 0-0   | Match amical                                        |
| 9 juin 2011       | Varsovie Pologne   | Pologne - France | 0-1   | Match amical                                        |
| 4 décembre 2022   | Doha Qatar         | France - Pologne | 3-1   | Coupe du Monde 2022 (Huitième de finale)            |
| 25 juin 2024      | Dortmund Allemagne | France - Pologne | 1-1   | Euro 2024 (groupe D)                                |

Bilan
- Total de matches disputés : 19
- Victoires de l'équipe de Pologne : 4
- Victoires de l'équipe de France : 9
- Matches nuls : 6
- Buts pour l'équipe de France : 27
- Buts pour l'équipe de Pologne : 19

## G

### Géorgie
| Date             | Lieu             | Match             | Score | Compétition                        |
| 14 juin 1997     | Katowice Pologne | Pologne - Géorgie | 4-1   | Qualifications Coupe du monde 1998 |
| 11 octobre 1997  | Tbilissi Géorgie | Géorgie - Pologne | 3-0   | Qualifications Coupe du monde 1998 |
| 10 août 2011     | Lubin Pologne    | Pologne - Géorgie | 1-0   | Match amical                       |
| 14 novembre 2014 | Tbilissi Géorgie | Géorgie - Pologne | 0-4   | Qualifications Euro 2016           |
| 13 juin 2015     | Varsovie Pologne | Pologne - Géorgie | 4-0   | Qualifications Euro 2016           |

Bilan
- Total de matchs disputés : 5
- Victoires de l'équipe de Pologne : 4
- Victoires de l'équipe de Géorgie : 1
- Matchs nuls : 0

### Grèce
Confrontations entre l'équipe de Grèce de football et l'équipe de Pologne de football : 
| Date             | Lieu                | Match           | Score | Compétition                        |
| 22 mai 1963      | Varsovie Pologne    | Pologne - Grèce | 4-0   | Match amical                       |
| 16 octobre 1963  | Athènes Grèce       | Grèce - Pologne | 3-1   | Match amical                       |
| 15 mai 1974      | Varsovie Pologne    | Pologne - Grèce | 2-0   | Match amical                       |
| 6 mai 1976       | Athènes Grèce       | Grèce - Pologne | 1-0   | Match amical                       |
| 5 avril 1978     | Poznań Pologne      | Pologne - Grèce | 5-2   | Match amical                       |
| 18 janvier 1984  | Le Pirée Grèce      | Grèce - Pologne | 1-0   | Match amical                       |
| 17 octobre 1984  | Zabrze Pologne      | Pologne - Grèce | 3-1   | Qualifications Coupe du monde 1986 |
| 19 mai 1985      | Athènes Grèce       | Grèce - Pologne | 1-4   | Qualifications Coupe du monde 1986 |
| 15 octobre 1986  | Poznań Pologne      | Pologne - Grèce | 2-1   | Qualifications Euro 1988           |
| 29 avril 1987    | Athènes Grèce       | Grèce - Pologne | 1-0   | Qualifications Euro 1988           |
| 5 septembre 1989 | Varsovie Pologne    | Pologne - Grèce | 3-0   | Match amical                       |
| 19 décembre 1990 | Vólos Grèce         | Grèce - Pologne | 1-2   | Match amical                       |
| 23 mars 1994     | Thessalonique Grèce | Grèce - Pologne | 0-0   | Match amical                       |
| 29 mai 2004      | Szczecin Pologne    | Pologne - Grèce | 1-0   | Match amical                       |
| 12 août 2009     | Bydgoszcz Pologne   | Pologne - Grèce | 2-0   | Match amical                       |
| 29 mars 2011     | Le Pirée Grèce      | Grèce - Pologne | 0-0   | Match amical                       |
| 8 juin 2012      | Varsovie Pologne    | Pologne - Grèce | 1-1   | Euro 2012                          |
| 16 juin 2015     | Gdansk Pologne      | Pologne - Grèce | 0-0   | Match amical                       |

Bilan
- Total de matchs disputés : 18
- Victoires de l'équipe de Pologne : 10
- Victoires de l'équipe de Grèce : 4
- Matchs nuls : 4

### Guatemala
Confrontations entre l'équipe du Guatemala de football et l'équipe de Pologne de football : 
| Date            | Lieu      | Match               | Score | Compétition  |
| 12 février 1989 | Guatemala | Guatemala - Pologne | 0-1   | Match amical |
| 5 juillet 1992  | Guatemala | Guatemala - Pologne | 2-2   | Match amical |

Bilan
- Total de matchs disputés : 2
- Victoires de l'équipe de Pologne : 1
- Victoires de l'équipe du Guatemala : 0
- Matchs nuls : 1

Gibraltar
Confrontations entre l'équipe de Gibraltar de football 
Et l'équipe de la Pologne de football 
| Date             | Lieu              | Match et Score          | Compétition                     |
| ---------------- | ----------------- | ----------------------- | ------------------------------- |
| 7 Septembre 2014 | Faro, Portugal    | Gibraltar - Pologne 0-7 | Qualifications pour l'euro 2016 |
| 7 Septembre 2015 | Varsovie, Pologne | Pologne - Gibraltar 8-1 | Qualifications Pour l'euro 2016 |
|                  |                   |                         |                                 |

Bilan:
Total des matches disputés : 2
Victoires de l'équipe de Pologne : 2
Victoires de l'équipe de Gibraltar : 0
Matchs nuls : 0

## H

### Hongrie
Confrontations entre l'équipe de Hongrie et l'équipe de la Pologne 
| Date         | Lieu     | Match             | Score | Compétition                                         |
| 25 mars 2021 | Budapest | Pologne - Hongrie | 3-3   | Éliminatoires de la Coupe du monde de football 2022 |

Bilan
- Total de match disputés : 1
- Victoires de l'Équipe de Pologne : 3
- Victoires de l'Équipe de Hongrie : 3
- Match nuls : 1

### Hong Kong
Confrontations entre l'équipe de Hong Kong de football et l'équipe de Pologne de football : 
| Date            | Lieu      | Match               | Score | Compétition  |
| 22 février 1996 | Hong Kong | Hong Kong - Pologne | 0-1   | Match amical |

Bilan
- Total de matchs disputés : 1
- Victoires de l'équipe de Pologne : 1
- Victoires de l'équipe de Hong Kong : 0
- Matchs nuls : 0

## I

### Irak
Confrontations entre l'équipe d'Irak de football et l'équipe de Pologne de football : 
| Date            | Lieu                  | Match          | Score | Compétition  |
| 22 juillet 1970 | Szczecin Pologne      | Pologne - Irak | 2-0   | Match amical |
| 27 février 1980 | Bagdad Irak           | Irak - Pologne | 1-1   | Match amical |
| 29 février 1980 | Bagdad Irak           | Irak - Pologne | 1-0   | Match amical |
| 22 juin 1980    | Varsovie Pologne      | Pologne - Irak | 3-0   | Match amical |
| 9 juin 2009     | Le Cap Afrique du Sud | Irak - Pologne | 1-1   | Match amical |

Bilan
- Total de matchs disputés : 5
- Victoires de l'équipe de Pologne : 2
- Victoires de l'équipe d'Irak : 1
- Matchs nuls : 2

### Iran
Confrontations entre l'équipe d'Iran de football et l'équipe de Pologne de football : 
| Date            | Lieu            | Match          | Score | Compétition       |
| 22 juillet 1976 | Montréal Canada | Pologne - Iran | 3-2   | Tournoi olympique |
| 2 février 1990  | Téhéran Iran    | Iran - Pologne | 0-2   | Match amical      |
| 4 février 1990  | Téhéran Iran    | Iran - Pologne | 0-1   | Match amical      |

Bilan
- Total de matchs disputés : 3
- Victoires de l'équipe de Pologne : 3
- Victoires de l'équipe d'Iran : 0
- Matchs nuls : 0

### Irlande du Nord
Confrontations entre l'équipe d'Irlande du Nord de football et l'équipe de Pologne de football : 
| Date             | Lieu                    | Match                     | Score | Compétition                        |
| 10 octobre 1952  | Chorzów Pologne         | Pologne - Irlande du Nord | 0-2   | Qualifications Euro 1964           |
| 28 novembre 1962 | Belfast Irlande du Nord | Irlande du Nord - Pologne | 2-0   | Qualifications Euro 1964           |
| 23 mars 1988     | Belfast Irlande du Nord | Irlande du Nord - Pologne | 1-1   | Match amical                       |
| 5 février 1991   | Belfast Irlande du Nord | Irlande du Nord - Pologne | 3-1   | Match amical                       |
| 13 février 2002  | Limassol Chypre         | Pologne - Irlande du Nord | 4-1   | Match amical                       |
| 4 septembre 2004 | Belfast Irlande du Nord | Irlande du Nord - Pologne | 0-3   | Qualifications Coupe du monde 2006 |
| 30 mars 2005     | Varsovie Pologne        | Pologne - Irlande du Nord | 1-0   | Qualifications Coupe du monde 2006 |
| 28 mars 2009     | Belfast Irlande du Nord | Irlande du Nord - Pologne | 3-2   | Qualifications Coupe du monde 2010 |
| 5 septembre 2009 | Chorzów Pologne         | Pologne - Irlande du Nord | 1-1   | Qualifications Coupe du monde 2010 |
| 12 juin 2016     | Nice France             | Pologne - Irlande du Nord | 1-0   | Euro 2016 (Groupe C)               |

Bilan
- Total de matchs disputés : 10
- Victoires de l'équipe de Pologne : 4
- Victoires de l'équipe d'Irlande du Nord : 4
- Matchs nuls : 2

### Islande
Confrontations entre l'équipe d'Islande de football et l'équipe de Pologne de football : 
| Date             | Lieu              | Match             | Score | Compétition              |
| 6 septembre 1978 | Reykjavik Islande | Islande - Pologne | 0-2   | Qualifications Euro 1980 |
| 10 octobre 1979  | Cracovie Pologne  | Pologne - Islande | 2-0   | Qualifications Euro 1980 |
| 11 novembre 2000 | Varsovie Pologne  | Pologne - Islande | 1-0   | Match amical             |
| 15 août 2001     | Reykjavik Islande | Islande - Pologne | 1-1   | Match amical             |
| 7 octobre 2005   | Varsovie Pologne  | Pologne - Islande | 3-2   | Match amical             |
| 13 novembre 2015 | Varsovie Pologne  | Pologne - Islande | 4-2   | Match amical             |

Bilan
- Total de matchs disputés : 6
- Victoires de l'équipe de Pologne : 5
- Victoires de l'équipe d'Islande : 0
- Matchs nuls : 1

### Italie
Confrontations entre l'équipe d'Italie de football et l'équipe de Pologne de football : 
| Date              | Lieu                   | Match            | Score | Compétition                           |
| 18 avril 1965     | Varsovie Pologne       | Pologne - Italie | 0-0   | Qualifications Coupe du monde 1966    |
| 1er novembre 1965 | Rome Italie            | Italie - Pologne | 6-1   | Qualifications Coupe du monde 1966    |
| 23 juin 1974      | Stuttgart Allemagne    | Pologne - Italie | 2-1   | Coupe du monde 1974                   |
| 19 avril 1975     | Rome Italie            | Italie - Pologne | 0-0   | Qualifications Euro 1976              |
| 26 octobre 1975   | Varsovie Pologne       | Pologne - Italie | 0-0   | Qualifications Euro 1976              |
| 19 avril 1980     | Turin Italie           | Italie - Pologne | 2-2   | Match amical                          |
| 14 juin 1982      | Vigo Espagne           | Pologne - Italie | 0-0   | Coupe du monde 1982                   |
| 8 juillet 1982    | Barcelone Espagne      | Pologne - Italie | 0-2   | Coupe du monde 1982                   |
| 8 décembre 1984   | Pescara Italie         | Italie - Pologne | 2-0   | Match amical                          |
| 16 novembre 1985  | Chorzów Pologne        | Pologne - Italie | 1-0   | Match amical                          |
| 2 avril 1997      | Chorzów Pologne        | Pologne - Italie | 0-0   | Qualifications Coupe du monde 1998    |
| 30 avril 1997     | Naples Italie          | Italie - Pologne | 3-0   | Qualifications Coupe du monde 1998    |
| 12 novembre 2003  | Varsovie Pologne       | Pologne - Italie | 3-1   | Match amical                          |
| 11 novembre 2011  | Wrocław Pologne        | Pologne - Italie | 0-2   | Match amical                          |
| 7 septembre 2018  | Bologne Italie         | Italie - Pologne | 1-1   | Ligue des nations de l'UEFA 2018-2019 |
| 15 novembre 2020  | Reggio d'Emilie Italie | Italie - Pologne | 2-0   | Ligue des nations de l'UEFA 2020-2021 |

Bilan
- Total de matchs disputés : 17
- Victoires de l'équipe de Pologne : 4
- Victoires de l'équipe d'Italie : 8
- Matchs nuls : 6

## J

### Japon
Confrontations entre la Pologne et le Japon :
| Date             | Lieu            | Match           | Score | Compétition                    |
| 25 janvier 1981  | Tokyo Japon     | Japon - Pologne | 0-2   | Match amical                   |
| 27 janvier 1981  | Tokushima Japon | Japon - Pologne | 2-4   | Match amical                   |
| 30 janvier 1981  | Nagoya Japon    | Japon - Pologne | 1-4   | Match amical                   |
| 1er février 1981 | Tokyo Japon     | Japon - Pologne | 0-3   | Match amical                   |
| 19 février 1996  | Hong Kong       | Japon - Pologne | 5-0   | Match amical                   |
| 27 mars 2002     | Łódź            | Pologne - Japon | 0-2   | Match amical                   |
| 28 juin 2018     | Volgograd       | Japon - Pologne | 0-1   | Coupe du monde 2018 (Groupe H) |

Bilan
Total de matchs disputés : 7
- Victoires de l'équipe du Japon : 2
- Match nul : 0
- Victoire de l'équipe de Pologne : 5

## K

### Kazakhstan
Confrontations entre l'équipe du Kazakhstan de football et l'équipe de Pologne de football : 
| Date             | Lieu              | Match                | Score | Compétition                        |
| 6 juin 2003      | Kiev Pologne      | Pologne - Kazakhstan | 3-0   | Match amical                       |
| 7 octobre 2006   | Almaty Kazakhstan | Kazakhstan - Pologne | 0-1   | Qualifications Euro 2008           |
| 13 octobre 2007  | Chorzow Pologne   | Pologne - Kazakhstan | 3-1   | Qualifications Euro 2008           |
| 4 septembre 2016 | Astana Kazakhstan | Kazakhstan - Pologne | 2-2   | Qualifications Coupe du Monde 2018 |

Bilan
- Total de matchs disputés : 4
- Victoires de l'équipe de Pologne : 3
- Victoires de l'équipe du Kazakhstan : 0
- Matchs nuls : 1

### Koweït
Confrontations entre la Pologne et le Koweït en matches officiels :
| Date            | Lieu        | Match            | Score | Compétition  |
| 11 février 1990 | Cairo       | Koweït - Pologne | 1-1   | Match amical |
| 9 décembre 1991 | Koweït City | Koweït - Pologne | 0-2   | Match amical |

Bilan
- Total de matchs disputés : 2
- Victoires de la Pologne : 1 (50 %)
- Victoires du Koweït : 0
- Match nul : 1 (50 %)
- Buts marqués par la Pologne : 3
- Buts marqués par le Koweït : 1

## L

### Lituanie
Confrontations entre l'équipe de Lituanie de football et l'équipe de Pologne de football, : 
| Date              | Lieu                            | Match              | Score | Compétition                               |
| 25 mars 1992      | Rydułtowy Pologne               | Pologne - Lituanie | 2-0   | Match amical                              |
| 31 mars 1993      | Brzeszcze Pologne               | Pologne - Lituanie | 1-1   | Match amical                              |
| 15 mars 1995      | Ostrowiec Świętokrzyski Pologne | Pologne - Lituanie | 4-1   | Match amical                              |
| 14 février 1997   | Ayia Napa Chypre                | Lituanie - Pologne | 0-0   | Tournoi des Quatre Nations de Chypre 1997 |
| 24 septembre 1997 | Olsztyn Pologne                 | Pologne - Lituanie | 2-0   | Match amical                              |
| 14 décembre 2003  | Ta' Qali Malte                  | Pologne - Lituanie | 3-1   | Match amical                              |
| 2 mai 2006        | Bełchatów Pologne               | Pologne - Lituanie | 0-1   | Match amical                              |
| 7 février 2009    | Faro Portugal                   | Lituanie - Pologne | 1-1   | Match amical                              |
| 25 mars 2011      | Kaunas Lituanie                 | Lituanie - Pologne | 2-0   | Match amical                              |
| 6 juin 2014       | Gdansk Pologne                  | Pologne - Lituanie | 2-1   | Match amical                              |
| 6 juin 2016       | Cracovie Pologne                | Pologne - Lituanie | 0-0   | Match amical                              |

Bilan
- Total de matchs disputés : 11
- Victoires de l'équipe de Pologne : 5
- Victoires de l'équipe de Lituanie : 2
- Matchs nuls : 4

### Luxembourg
Confrontations entre la Pologne et le Luxembourg en matches officiels :
| Date            | Lieu       | Match                | Score | Compétition                                           |
| 2 octobre 1966  | Szczecin   | Pologne - Luxembourg | 4-0   | Qualifications pour l'Euro 68 (Groupe 7)              |
| 16 avril 1967   | Luxembourg | Luxembourg - Pologne | 0-0   | Qualifications pour l'Euro 68 (Groupe 7)              |
| 20 avril 1969   | Cracovie   | Pologne - Luxembourg | 8-1   | Qualifications pour la Coupe du monde 1970 (Groupe 8) |
| 12 octobre 1969 | Luxembourg | Luxembourg - Pologne | 1-5   | Qualifications pour la Coupe du monde 1970 (Groupe 8) |
| 22 mars 1978    | Luxembourg | Luxembourg - Pologne | 1-3   | Match amical                                          |
| 10 octobre 1998 | Varsovie   | Pologne - Luxembourg | 3-0   | Qualifications pour l'Euro 2000 (Groupe 5)            |
| 9 juin 1999     | Luxembourg | Luxembourg - Pologne | 2-3   | Qualifications pour l'Euro 2000 (Groupe 5)            |

Bilan partiel
- Total de matchs disputés : 7
- Victoires de la Pologne : 6 (86 %)
- Victoires du Luxembourg : 0
- Match nul : 1 (14 %)
- Buts marqués par la Pologne : 26
- Buts marqués par le Luxembourg : 5

## M

### Macédoine du Nord
| Date             | Lieu                     | Match                       | Score | Compétition             |
| 14 février 2003  | Split Croatie            | Pologne - Macédoine du Nord | 3-0   | 100 ans du Hajduk Split |
| 26 mai 2008      | Reutlingen Allemagne     | Pologne - Macédoine du Nord | 1-1   | Match amical            |
| 14 décembre 2012 | Aksu Turquie             | Macédoine du Nord - Pologne | 1-4   | Match amical            |
| 7 juin 2019      | Skopje Macédoine du Nord | Macédoine du Nord - Pologne | 0-1   | Qualification Euro 2020 |
| 13 octobre 2019  | Varsovie Pologne         | Pologne - Macédoine du Nord | 2-0   | Qualification Euro 2020 |

Bilan
- Total de matchs disputés : 5
- Victoires de l'équipe de Pologne : 4
- Victoires de l'équipe de Macédoine du Nord : 0
- Matchs nuls : 1

### Malte
Confrontations entre la Pologne et Malte en matches officiels :
| Date             | Lieu     | Match           | Score | Compétition                                           |
| 7 décembre 1980  | Ta' Qali | Malte - Pologne | 0-2   | Qualifications pour la Coupe du monde 1982 (Groupe 7) |
| 15 novembre 1981 | Wrocław  | Pologne - Malte | 6-0   | Qualifications pour la Coupe du monde 1982 (Groupe 7) |
| 3 février 1999   | Ta' Qali | Malte - Pologne | 0-1   | Match amical                                          |
| 11 décembre 2003 | Larnaca  | Malte - Pologne | 0-4   | Match amical                                          |

Bilan
- Total de matchs disputés : 4
- Victoires de la Pologne : 4 (100 %)
- Victoires de Malte : 0
- Matchs nuls : 0
- Buts marqués par la Pologne : 13
- Buts marqués par Malte : 0

### Maroc
Confrontations entre l'équipe du Maroc de football et l'équipe de Pologne de football : 
| Date             | Lieu                | Match           | Score | Compétition         |
| 15 avril 1962    | Casablanca Maroc    | Maroc - Pologne | 1-3   | Match amical        |
| 11 octobre 1962  | Varsovie Pologne    | Pologne - Maroc | 1-1   | Match amical        |
| 8 septembre 1972 | Nuremberg Allemagne | Pologne - Maroc | 5-0   | Tournoi olympique   |
| 17 février 1980  | Marrakech Maroc     | Maroc - Pologne | 1-0   | Match amical        |
| 2 juin 1986      | Monterrey Mexique   | Maroc - Pologne | 0-0   | Coupe du monde 1986 |

Bilan
- Total de matchs disputés : 5
- Victoires de l'équipe de Pologne : 2
- Victoires de l'équipe du Maroc : 1
- Matchs nuls : 2

### Mexique
Confrontations entre l'équipe de Pologne de football et l'équipe du Mexique de football : 
| Date              | Lieu                   | Match             | Score | Compétition                    |
| 5 août 1973       | Los Angeles États-Unis | Pologne - Mexique | 1-0   | Match amical                   |
| 8 août 1973       | Monterrey Mexique      | Mexique - Pologne | 1-2   | Match amical                   |
| 10 juin 1978      | Rosario Argentine      | Pologne - Mexique | 3-1   | Coupe du monde 1978            |
| 5 février 1985    | Querétaro Mexique      | Mexique - Pologne | 5-0   | Match amical                   |
| 14 février 1989   | Puebla Mexique         | Mexique - Pologne | 3-1   | Match amical                   |
| 29 septembre 1993 | Oakland États-Unis     | Pologne - Mexique | 1-0   | Match amical                   |
| 27 avril 2005     | Chicago États-Unis     | Pologne - Mexique | 1-1   | Match amical                   |
| 2 septembre 2011  | Varsovie Pologne       | Pologne - Mexique | 1-1   | Match amical                   |
| 22 novembre 2022  | Doha Qatar             | Mexique - Pologne | 0-0   | Coupe du Monde 2022 (Groupe C) |

Bilan
- Total de matchs disputés : 9
- Victoires de l'équipe de Pologne : 4
- Victoires de l'équipe du Mexique : 2
- Matchs nuls : 3

### Moldavie
| Date              | Lieu                                | Match              | Score | Compétition                                |
| 10 novembre 1996  | Katowice Pologne                    | Pologne - Moldavie | 2-1   | Qualifications Coupe du monde 1998         |
| 7 octobre 1997    | Chișinău Moldavie                   | Moldavie - Pologne | 0-3   | Qualifications Coupe du monde 1998         |
| 6 février 2011    | Vila Real de Santo António Portugal | Moldavie - Pologne | 0-1   | Match amical                               |
| 11 septembre 2012 | Wrocław Pologne                     | Pologne - Moldavie | 2-0   | Qualifications pour la Coupe du Monde 2014 |
| 7 juin 2013       | Chisinau Moldavie                   | Moldavie - Pologne | 1-1   | Qualifications pour la Coupe du Monde 2014 |
| 20 janvier 2014   | Abu Dhabi Émirats arabes unis       | Moldavie - Pologne | 0-1   | Match amical                               |

Bilan
- Total de matchs disputés : 6
- Victoires de l'équipe de Pologne : 5
- Victoires de l'équipe de Moldavie : 0
- Matchs nuls : 1

### Monténégro
| Date             | Lieu                 | Match                | Score | Compétition                                                       |
| 7 septembre 2012 | Podgorica Monténégro | Monténégro - Pologne | 2-2   | Qualification pour la Coupe du monde 2014 (Zone Europe, groupe H) |
| 6 septembre 2013 | Varsovie Pologne     | Pologne - Monténégro | 1-1   | Qualification pour la Coupe du monde 2014 (Zone Europe, groupe H) |
| 26 mars 2017     | Podgorica Monténégro | Monténégro - Pologne | 1-2   | Qualifications pour la Coupe du Monde 2018                        |

8 Octobre 2017       Varsovie Pologne                  Pologne-Monténégro      4-2        Qualifications pour la Coupe du Monde  2018
Bilan
- Total de matchs disputés : 3
- Victoires de l'équipe du Monténégro : 0
- Matchs nuls : 2
- Victoires de l'équipe de Pologne : 1
- Total de buts marqués par l'équipe du Monténégro : 4
- Total de buts marqués par l'équipe de Pologne : 5

## N

### Norvège
Confrontations entre l'équipe de Norvège de football et l'équipe de Pologne de football : 
| Date               | Lieu                          | Match             | Score | Compétition                        |
| 10 octobre 1926    | Fredrikstad Norvège           | Norvège - Pologne | 3-4   | Match amical                       |
| 13 août 1936       | Berlin Allemagne              | Pologne - Norvège | 2-3   | Tournoi olympique                  |
| 23 octobre 1938    | Varsovie Pologne              | Pologne - Norvège | 2-2   | Match amical                       |
| 11 juin 1947       | Oslo Norvège                  | Norvège - Pologne | 3-1   | Match amical                       |
| 30 mai 1956        | Oslo Norvège                  | Norvège - Pologne | 0-0   | Match amical                       |
| 28 octobre 1956    | Varsovie Pologne              | Pologne - Norvège | 5-3   | Match amical                       |
| 15 mai 1963        | Oslo Norvège                  | Norvège - Pologne | 2-5   | Match amical                       |
| 4 septembre 1963   | Szczecin Pologne              | Pologne - Norvège | 9-0   | Match amical                       |
| 9 juin 1968        | Oslo Norvège                  | Norvège - Pologne | 1-6   | Match amical                       |
| 27 août 1969       | Łódź Pologne                  | Pologne - Norvège | 6-1   | Match amical                       |
| 29 août 1984       | Drammen Norvège               | Norvège - Pologne | 1-1   | Match amical                       |
| 24 mars 1987       | Wrocław Pologne               | Pologne - Norvège | 4-1   | Match amical                       |
| 2 mai 1989         | Oslo Norvège                  | Norvège - Pologne | 0-3   | Match amical                       |
| 22 septembre 1993  | Oslo Norvège                  | Norvège - Pologne | 1-0   | Qualifications Coupe du monde 1994 |
| 13 octobre 1993    | Poznań Pologne                | Pologne - Norvège | 0-3   | Qualifications Coupe du monde 1994 |
| 24 mars 2001       | Oslo Norvège                  | Norvège - Pologne | 2-3   | Qualifications Coupe du monde 2002 |
| 1er septembre 2001 | Chorzow Pologne               | Pologne - Norvège | 3-0   | Qualifications Coupe du monde 2002 |
| 9 février 2011     | Loulé Portugal                | Pologne - Norvège | 1-0   | Match amical                       |
| 18 janvier 2014    | Abu Dhabi Émirats arabes unis | Norvège - Pologne | 0-3   | Match amical                       |

Bilan
- Total de matchs disputés : 19
- Victoires de l'équipe de Pologne : 12
- Victoires de l'équipe de Norvège : 4
- Matchs nuls : 3

### Nouvelle-Zélande
Confrontations entre l'équipe de Nouvelle-Zélande de football et l'équipe de Pologne de football : 
| Date            | Lieu                            | Match                      | Score         | Compétition  |
| 19 juin 1999    | Bangkok Thaïlande               | Pologne - Nouvelle-Zélande | 0-0 (5-4 tab) | Match amical |
| 16 octobre 2002 | Ostrowiec Świętokrzyski Pologne | Pologne - Nouvelle-Zélande | 2-0           | Match amical |

Bilan
- Total de matchs disputés : 2
- Victoires de l'équipe de Pologne : 1
- Victoires de l'équipe de Nouvelle-Zélande : 0
- Matchs nuls : 1

## P

### Paraguay
Confrontations entre l'équipe du Paraguay de football et l'équipe de Pologne de football : 
| Date           | Lieu              | Match              | Score | Compétition  |
| 8 février 1998 | Asuncion Paraguay | Paraguay - Pologne | 4-0   | Match amical |

Bilan
- Total de matchs disputés : 1
- Victoires de l'équipe de Pologne : 0
- Victoires de l'équipe du Paraguay : 1
- Matchs nuls : 0

### Pays de Galles
Confrontations entre l'équipe du pays de Galles de football et l'équipe de Pologne de football : 
| Date              | Lieu                   | Match                    | Score | Compétition                        |
| 28 mars 1973      | Cardiff Pays de Galles | Pays de Galles - Pologne | 2-0   | Qualifications Coupe du monde 1974 |
| 26 septembre 1973 | Katowice Pologne       | Pologne - pays de Galles | 3-0   | Qualifications Coupe du monde 1974 |
| 29 mai 1991       | Radom Pologne          | Pologne - pays de Galles | 0-0   | Match Amical                       |
| 11 octobre 2000   | Varsovie Pologne       | Pologne - pays de Galles | 0-0   | Qualifications Coupe du monde 2002 |
| 2 juin 2001       | Cardiff Pays de Galles | Pays de Galles - Pologne | 1-2   | Qualifications Coupe du monde 2002 |
| 13 octobre 2004   | Cardiff Pays de Galles | Pays de Galles - Pologne | 2-3   | Qualifications Coupe du monde 2006 |
| 7 septembre 2005  | Varsovie Pologne       | Pologne - pays de Galles | 1-0   | Qualifications Coupe du monde 2006 |
| 11 février 2009   | Vila Real Portugal     | Pays de Galles - Pologne | 0-1   | Match Amical                       |
| 1 juin 2022       | Wroclaw Pologne        | Pologne - pays de Galles | 2-1   | Ligue des nations 2022-23          |

Bilan
- Total de matchs disputés : 9
- Victoires de l'équipe de Pologne : 6
- Victoires de l'équipe du pays de Galles de football : 1
- Matchs nuls : 2

### Pays-Bas
| Date              | Lieu               | Match              | Score | Compétition                                |
| 1er mai 1968      | Varsovie Pologne   | Pologne - Pays-Bas | 0-0   | Match amical                               |
| 7 mai 1969        | Rotterdam Pays-Bas | Pays-Bas - Pologne | 1-0   | Qualifications pour la Coupe du monde 1970 |
| 7 septembre 1969  | Chorzow Pologne    | Pologne - Pays-Bas | 2-1   | Qualifications pour la Coupe du monde 1970 |
| 10 octobre 1973   | Rotterdam Pays-Bas | Pays-Bas - Pologne | 1-1   | Match amical                               |
| 10 septembre 1975 | Chorzow Pologne    | Pologne - Pays-Bas | 4-1   | Qualifications pour l'Euro 1976            |
| 15 octobre 1975   | Amsterdam Pays-Bas | Pays-Bas - Pologne | 3-0   | Qualifications pour l'Euro 1976            |
| 2 mai 1979        | Chorzow Pologne    | Pologne - Pays-Bas | 2-0   | Qualifications pour l'Euro 1980            |
| 17 octobre 1979   | Amsterdam Pays-Bas | Pays-Bas - Pologne | 1-1   | Qualifications pour l'Euro 1980            |
| 19 novembre 1986  | Amsterdam Pays-Bas | Pays-Bas - Pologne | 0-0   | Qualifications pour l'Euro 1988            |
| 14 octobre 1987   | Zabrze Pologne     | Pologne - Pays-Bas | 0-2   | Qualifications pour l'Euro 1988            |
| 11 septembre 1991 | Eindhoven Pays-Bas | Pays-Bas - Pologne | 1-1   | Match amical                               |
| 14 octobre 1992   | Rotterdam Pays-Bas | Pays-Bas - Pologne | 2-2   | Qualifications pour la Coupe du monde 1994 |
| 17 novembre 1993  | Poznań Pologne     | Pologne - Pays-Bas | 1-3   | Qualifications pour la Coupe du monde 1994 |
| 4 juin 2000       | Lausanne Suisse    | Pays-Bas - Pologne | 3-1   | Match amical                               |
| 1er juin 2016     | Gdansk Pologne     | Pologne - Pays-Bas | 1-2   | Match amical                               |
| 18 novembre 2020  | Chorzów Pologne    | Pologne - Pays-Bas | 1-2   | Ligue des Nations del'UEFA 2020-2021       |
| 10 Juin 2022      | Rotterdam Pays-Bas | Pays-Bas - Pologne | 2-2   | 2022–23 UEFA Nations League                |
| 22 Sep 2022       | Wrocław Pologne    | Pologne - Pays-Bas | 0-2   | 2022–23 UEFA Nations League                |
| 16 juin 2024      | Hambourg Allemagne | Pologne - Pays-Bas | 1-2   | Euro 2024 (groupe D)                       |

Bilan
- Nombre de matchs joués : 19
- Victoires des Pays-Bas : 9
- Matchs nuls : 7
- Victoires de la Pologne : 3

### Pérou
Confrontations entre l'équipe du Pérou de football et l'équipe de Pologne de football : 
| Date         | Lieu               | Match           | Score | Compétition         |
| 10 juin 1977 | Lima Pérou         | Pérou - Pologne | 1-3   | Match amical        |
| 18 juin 1978 | Mendoza Argentine  | Pologne - Pérou | 1-0   | Coupe du monde 1978 |
| 22 juin 1982 | La Corogne Espagne | Pologne - Pérou | 5-1   | Coupe du monde 1982 |

Bilan
- Total de matchs disputés : 3
- Victoires de l'équipe de Pologne : 3
- Victoires de l'équipe du Pérou : 0
- Matchs nuls : 0

### Portugal
Confrontations entre l'équipe de Pologne de football et l'équipe du Portugal de football : 
| Date              | Lieu                | Match              | Score           | Compétition                        |
| 16 octobre 1976   | Porto Portugal      | Portugal - Pologne | 0-2             | Qualifications Coupe du monde 1978 |
| 29 octobre 1977   | Chorzow Pologne     | Pologne - Portugal | 1-1             | Qualifications Coupe du monde 1978 |
| 23 septembre 1981 | Lisbonne Portugal   | Portugal - Pologne | 2-0             | Match amical                       |
| 10 octobre 1982   | Lisbonne Portugal   | Portugal - Pologne | 2-1             | Qualifications Euro 1984           |
| 28 octobre 1983   | Wrocław Pologne     | Pologne - Portugal | 0-1             | Qualifications Euro 1984           |
| 7 juin 1986       | Monterrey Mexique   | Pologne - Portugal | 1-0             | Coupe du monde 1986                |
| 10 juin 2002      | Jeonju Corée du Sud | Pologne - Portugal | 0-4             | Coupe du monde 2002                |
| 11 octobre 2006   | Chorzow Pologne     | Pologne - Portugal | 2-1             | Qualifications Euro 2008           |
| 8 septembre 2007  | Lisbonne Portugal   | Portugal - Pologne | 2-2             | Qualifications Euro 2008           |
| 29 février 2012   | Varsovie Pologne    | Pologne - Portugal | 0-0             | Match amical                       |
| 30 juin 2016      | Marseille France    | Pologne - Portugal | 1-1 (tab : 3-5) | Euro 2016 (quart de finale)        |
| 11 Octobre 2018   | Chorzow Pologne     | Pologne - Portugal | 2-3             | LIGUE DES NATIONS 18/19            |
| 20 Novembre 2018  | Lisbonne Portugal   | Portugal - Pologne | 1-1             | LIGUE DES NATIONS 18/19            |
| 12 Octobre 2024   | Chorzow Pologne     | Pologne - Portugal |                 | LIGUE DES NATIONS 24/25            |
| 15 Novembre 2024  | Lisbonne Portugal   | Portugal - Pologne |                 | LIGUE DES NATIONS 24/25            |

Bilan
- Total de matchs disputés : 13
- Victoires de l'équipe de Pologne : 3
- Victoires de l'équipe du Portugal : 5
- Matchs nuls :5

## Q

### Qatar
| Date          | Lieu              | Match           | Score | Compétition       |
| 1er août 1992 | Barcelone Espagne | Pologne - Qatar | 2 - 0 | Tournoi olympique |

Bilan
- Total de matchs disputés : 1
- Victoires de l'équipe de Pologne : 1
- Victoires de l'équipe du Qatar : 0
- Matchs nuls : 0

## R

### République tchèque
Confrontations entre l'équipe de Pologne de football et l'équipe de République tchèque de football : 
| Date             | Lieu                       | Match                        | Score | Compétition                        |
| 12 mars 1997     | Ostrava République tchèque | République tchèque - Pologne | 2-1   | Match amical                       |
| 28 avril 1999    | Varsovie Pologne           | Pologne - République tchèque | 2-1   | Match amical                       |
| 6 février 2008   | Larnaca Chypre             | Pologne - République tchèque | 2-0   | Match amical                       |
| 11 octobre 2008  | Chorzów Pologne            | Pologne - République tchèque | 2-1   | Qualifications Coupe du monde 2010 |
| 10 octobre 2009  | Prague République tchèque  | République tchèque - Pologne | 2-0   | Qualifications Coupe du monde 2010 |
| 16 juin 2012     | Wrocław Pologne            | République tchèque - Pologne | 1-0   | Euro 2012 (Groupe A)               |
| 17 novembre 2015 | Wrocław Pologne            | Pologne - République tchèque | 3-1   | Match amical                       |
| 24 Mars 2023     | Prague République tchèque  | République tchèque - Pologne |       | Qualifications Euro 2024           |

Bilan
- Total de matchs disputés : 7
- Victoires de l'équipe de Pologne : 4
- Victoires de République tchèque : 3
- Matchs nuls : 0

### Roumanie
Confrontations entre l'Équipe de Pologne de football et l'equipe d'Roumanie de football :
| Date             | Lieu     | Match              | Score | Compétition                                         |
| 14 novembre 2009 | Varsovie | Pologne - Roumanie | 0-1   | Match amical                                        |
| 11 novembre 2016 | Bucarest | Roumanie - Pologne | 0-3   | Éliminatoires de la Coupe du monde de football 2018 |
| 10 juin 2017     | Varsovie | Pologne - Roumanie | 3-1   | Éliminatoires de la Coupe du monde de football 2018 |

Bilan
- Total de matchs disputés : 2
- Victoires de l'Pologne : 2
- Victories de l'Roumanie : 1
- Matchs nuls : 0

### Russie
Confrontations entre l'équipe de Pologne de football et l'équipe d'URSS de football :
| Date             | Lieu                 | Match          | Score | Compétition                                      |
| 23 juin 1957     | Union soviétique     | URSS - Pologne | 3-0   | Qualifications pour la Coupe du monde 1958       |
| 20 octobre 1957  | Pologne              | Pologne - URSS | 2-1   | Qualifications pour la Coupe du monde 1958       |
| 24 novembre 1957 | Allemagne de l'Est   | URSS - Pologne | 2-0   | Qualifications pour la Coupe du monde 1958       |
| 19 mai 1960      | Union soviétique     | URSS - Pologne | 7-1   | Amical                                           |
| 21 mai 1961      | Pologne              | Pologne - URSS | 1-0   | Amical                                           |
| 20 juillet 1967  | Pologne              | Pologne - URSS | 0-1   | Qualifications pour les Jeux olympiques de 1968  |
| 4 août 1967      | Union soviétique     | URSS - Pologne | 2-1   | Qualifications pour les Jeux olympiques de 1968  |
| 5 septembre 1972 | Allemagne de l'Ouest | Pologne - URSS | 2-1   | Jeux olympiques de 1972                          |
| 7 septembre 1977 | Union soviétique     | URSS - Pologne | 4-1   | Amical                                           |
| 4 juillet 1982   | Espagne              | Pologne - URSS | 0-0   | Coupe du monde 1982                              |
| 22 mai 1983      | Pologne              | Pologne - URSS | 1-1   | Qualifications pour le Championnat d'Europe 1984 |
| 9 octobre 1983   | Union soviétique     | URSS - Pologne | 2-0   | Qualifications pour le Championnat d'Europe 1984 |
| 1er juin 1988    | Union soviétique     | URSS - Pologne | 2-1   | Amical                                           |
| 23 août 1989     | Pologne              | Pologne - URSS | 1-1   | Amical                                           |

Bilan
- Total de matchs disputés : 14
- Victoires de l'équipe de Pologne : 3
- Victoires des équipes d'URSS : 8
- Matchs nuls : 3

Source
- (en) Russia matches, ratings and points exchanged

Confrontations entre l'équipe de Pologne de football et l'équipe de Russie de football :
| Date         | Lieu             | Match            | Score | Compétition  |
| 2 juin 1996  | Moscou Russie    | Russie - Pologne | 2-0   | Amical       |
| 27 mai 1998  | Chorzow Pologne  | Pologne - Russie | 3-1   | Amical       |
| 12 juin 2012 | Varsovie Pologne | Pologne - Russie | 1-1   | Euro 2012    |
| 22 août 2007 | Moscou Russie    | Russie - Pologne | 2-2   | Amical       |
| 24 Mars 2022 | Moscou Russie    | Russie - Pologne |       | QL fifa 2022 |

Bilan
- Total de matchs disputés : 4
- Victoires de l'équipe de Pologne : 1
- Victoires de la Russie : 1
- Matchs nuls : 2

## S

### Saint-Marin
| Date              | Lieu                   | Match                 | Score  | Compétition                        |
| 28 avril 1993     | Łódź Pologne           | Pologne - Saint-Marin | 1 - 0  | Qualifications Coupe du monde 1994 |
| 1er mai 1993      | Serravalle Saint-Marin | Saint-Marin - Pologne | 0 - 3  | Qualifications Coupe du monde 1994 |
| 7 septembre 2002  | Serravalle Saint-Marin | Saint-Marin - Pologne | 0 - 2  | Qualifications Euro 2004           |
| 2 avril 2003      | Ostrowiec Pologne      | Pologne - Saint-Marin | 5 - 0  | Qualifications Euro 2004           |
| 10 septembre 2008 | Serravalle Saint-Marin | Saint-Marin - Pologne | 0 - 2  | Qualifications Coupe du monde 2010 |
| 1er avril 2009    | Kielce Pologne         | Pologne - Saint-Marin | 10 - 0 | Qualifications Coupe du monde 2010 |
| 26 mars 2013      | Varsovie Pologne       | Pologne - Saint-Marin | 5 - 0  | Qualifications Coupe du monde 2014 |
| 10 septembre 2013 | Serravalle Saint-Marin | Saint-Marin - Pologne | 1 - 5  | Qualifications Coupe du monde 2014 |
| 5 septembre 2021  | Serravalle Saint-Marin | Saint-Marin - Pologne | 1 - 7  | Qualifications Coupe du monde 2022 |
| 9 octobre 2021    | Varsovie Pologne       | Pologne - Saint-Marin | 5 - 0  | Qualifications Coupe du monde 2022 |

Bilan
- Total de matchs disputés : 10
- Victoires de l'équipe de Pologne : 10
- Victoires de l'équipe de Saint-Marin : 0
- Matchs nuls : 0

### Sénégal
Confrontations entre le Sénégal et la Pologne :
| Date         | Lieu          | Match             | Score | Compétition                    |
| 19 juin 2018 | Moscou Russie | Pologne - Sénégal | 1-2   | Coupe du monde 2018 (Groupe H) |

Bilan
- Total de matchs disputés : 1
- Victoires de l'équipe du Sénégal : 1
- Victoires de l'équipe de Pologne : 0
- Match nul : 0

### Serbie et Monténégro
Confrontations entre la Serbie et Monténégro et la Pologne :
| Date             | Lieu          | Match                          | Score | Compétition  |
| 16 novembre 2003 | Płock Pologne | Pologne- Serbie-et-Monténégro  | 4-3   | Match amical |
| 15 août 2005     | Kiev Ukraine  | Pologne - Serbie-et-Monténégro | 3-2   | Match amical |

Bilan
- Total de matchs disputés : 2
- Victoires de l'équipe de Serbie et Monténégro : 0
- Victoires de l'équipe de Pologne : 2
- Match nul : 0

### Singapour
Confrontations entre l'équipe de Singapour de football et l'équipe de Pologne de football : 
| Date            | Lieu                        | Match               | Score | Compétition     |
| 23 janvier 2010 | Nakhon Ratchasima Thaïlande | Pologne - Singapour | 6 - 1 | King's Cup 2010 |

Bilan
- Total de matchs disputés : 1
- Victoires de l'équipe de Pologne : 1
- Victoires de l'équipe de Singapour : 0
- Matchs nuls : 0

### Slovénie
Confrontations entre l'équipe de Slovénie de football et l'équipe de Pologne de football : 
| Date             | Lieu             | Match              | Score | Compétition                        |
| 27 mars 1996     | Łódź Pologne     | Pologne - Slovénie | 0-0   | Match amical                       |
| 25 mars 1998     | Varsovie Pologne | Pologne - Slovénie | 2-0   | Match amical                       |
| 18 février 2004  | Cadix Espagne    | Pologne - Slovénie | 2-0   | Match amical                       |
| 7 septembre 2008 | Wrocław Pologne  | Pologne - Slovénie | 1-1   | Qualifications Coupe du monde 2010 |
| 9 septembre 2009 | Maribor Slovénie | Slovénie - Pologne | 3-0   | Qualifications Coupe du monde 2010 |
| 14 novembre 2016 | Wrocław Pologne  | Pologne - Slovénie | 1-1   | Match amical                       |

Bilan
- Total de matchs disputés : 6
- Victoires de l'équipe de Pologne : 2
- Victoires de l'équipe de Slovénie : 1
- Matchs nuls : 3

### Suède
Confrontation Officiellement En 30 Ans 
| 23 Juin 2021 | Saint-Petersburg Russia | Suède - Pologne | 3-2 | Euro 2020             |
| 29 Mars 2022 | Chorzów Pologne         | Pologne-Suède   | 2-0 | Éliminatoires CM 2022 |

### Suisse
Confrontations entre l'équipe de Pologne de football et l'équipe de Suisse de football : 
| Date              | Lieu                 | Match            | Score           | Compétition                    |
| 13 mars 1938      | Zurich Suisse        | Suisse - Pologne | 3-3             | Match amical                   |
| 4 juin 1939       | Varsovie Pologne     | Pologne - Suisse | 1-1             | Match amical                   |
| 5 mai 1971        | Lausanne Suisse      | Suisse - Pologne | 2-4             | Match amical                   |
| 10 mai 1972       | Poznań Pologne       | Pologne - Suisse | 1-1             | Match amical                   |
| 11 mai 1976       | Bâle Suisse          | Suisse - Pologne | 2-1             | Match amical                   |
| 15 novembre 1978  | Wrocław Pologne      | Pologne - Suisse | 2-0             | Qualifications Euro 1980       |
| 12 septembre 1979 | Lausanne Suisse      | Suisse - Pologne | 0-2             | Qualifications Euro 1980       |
| 27 mars 1984      | Zurich Suisse        | Suisse - Pologne | 1-1             | Match amical                   |
| 28 février 2001   | Larnaca Chypre       | Pologne - Suisse | 4-0             | Match amical                   |
| 25 juin 2016      | Saint-Étienne France | Suisse - Pologne | 1-1 (tab : 4-5) | Euro 2016 (huitième de finale) |

Bilan
- Total de matchs disputés : 11
- Victoires de l'équipe de Pologne : 5
- Victoires de l'équipe de Suisse : 1
- Matchs nuls : 5

Source
- www.fifa.com

## T

### Tchécoslovaquie
Confrontations entre l'équipe de Pologne de football et l'équipe de Tchécoslovaquie de football : 
| Date              | Lieu                       | Match                     | Score | Compétition                        |
| 27 octobre 1928   | Prague Tchécoslovaquie     | Tchécoslovaquie - Pologne | 3-2   | Match amical                       |
| 14 juin 1931      | Varsovie Pologne           | Pologne - Tchécoslovaquie | 0-4   | Match amical                       |
| 15 octobre 1933   | Varsovie Pologne           | Pologne - Tchécoslovaquie | 1-2   | Qualifications Coupe du monde 1934 |
| 15 avril 1934     | Prague Tchécoslovaquie     | Tchécoslovaquie - Pologne | 2-0   | Qualifications Coupe du monde 1934 |
| 31 août 1947      | Prague Tchécoslovaquie     | Tchécoslovaquie - Pologne | 6-3   | Match amical                       |
| 30 octobre 1949   | Vitkoviće Tchécoslovaquie  | Tchécoslovaquie - Pologne | 2-0   | Match amical                       |
| 22 octobre 1950   | Varsovie Pologne           | Pologne - Tchécoslovaquie | 1-4   | Match amical                       |
| 14 septembre 1952 | Prague Tchécoslovaquie     | Tchécoslovaquie - Pologne | 2-2   | Match amical                       |
| 10 mai 1953       | Wrocław Pologne            | Pologne - Tchécoslovaquie | 1-1   | Match amical                       |
| 28 octobre 1962   | Prague Tchécoslovaquie     | Tchécoslovaquie - Pologne | 2-1   | Match amical                       |
| 13 septembre 1964 | Wrocław Pologne            | Pologne - Tchécoslovaquie | 2-1   | Match amical                       |
| 25 octobre 1970   | Bratislava Tchécoslovaquie | Tchécoslovaquie - Pologne | 2-2   | Match amical                       |
| 15 octobre 1972   | Varsovie Pologne           | Pologne - Tchécoslovaquie | 3-0   | Match amical                       |
| 13 novembre 1974  | Prague Tchécoslovaquie     | Tchécoslovaquie - Pologne | 2-2   | Match amical                       |
| 4 septembre 1985  | Brno Tchécoslovaquie       | Tchécoslovaquie - Pologne | 3-1   | Match amical                       |
| 27 octobre 1987   | Bratislava Tchécoslovaquie | Tchécoslovaquie - Pologne | 3-1   | Match amical                       |
| 27 mars 1991      | Olomouc Tchécoslovaquie    | Tchécoslovaquie - Pologne | 4-0   | Match amical                       |
| 27 mai 1992       | Jastrzębie Zdrój Pologne   | Pologne - Tchécoslovaquie | 1-0   | Match amical                       |

Bilan
- Total de matchs disputés : 16
- Victoires de l'équipe de Pologne : 3
- Victoires de la Tchécoslovaquie : 9
- Matchs nuls : 4

### Tunisie
Voici la liste des confrontations entre l'équipe de Pologne de football et l'équipe de Tunisie de football :
| Date            | Lieu              | Match             | Score | Compétition         |
| 26 août 1960    | Rome Italie       | Pologne - Tunisie | 6-1   | Tournoi olympique   |
| 6 juin 1978     | Rosario Argentine | Pologne - Tunisie | 1-0   | Coupe du monde 1978 |
| 18 février 1979 | Tunis Tunisie     | Tunisie - Pologne | 0-2   | Match amical        |
| 8 décembre 1985 | Radès Tunisie     | Tunisie - Pologne | 1-0   | Match amical        |

Bilan
- Total de matchs disputés : 4
- Victoires de l'équipe de Pologne : 3
- Victoires de l'équipe de Tunisie : 1
- Matchs nuls : 0

## U

### Ukraine
Confrontations entre l'équipe d'Ukraine de football et l'équipe de Pologne de football : 
| Date             | Lieu             | Match             | Score | Compétition                        |
| 15 juillet 1998  | Kiev Ukraine     | Ukraine - Pologne | 1-2   | Match amical                       |
| 2 septembre 2000 | Kiev Ukraine     | Ukraine - Pologne | 1-3   | Qualifications Coupe du monde 2002 |
| 6 octobre 2001   | Chorzow Pologne  | Pologne - Ukraine | 1-1   | Qualifications Coupe du monde 2002 |
| 20 août 2008     | Lviv Ukraine     | Ukraine - Pologne | 1-0   | Match amical                       |
| 4 septembre 2010 | Łódź Pologne     | Pologne - Ukraine | 1-1   | Match amical                       |
| 22 mars 2013     | Varsovie Pologne | Pologne - Ukraine | 1-3   | Qualifications Coupe du monde 2014 |
| 11 octobre 2013  | Kiev Ukraine     | Ukraine - Pologne | 1-0   | Qualifications Coupe du monde 2014 |
| 21 juin 2016     | Marseille France | Ukraine - Pologne | 0-1   | Euro 2016 (Groupe C)               |
| 11 novembre 2020 | Chorzów Pologne  | Pologne - Ukraine | 2-0   | Match amical                       |

Bilan
- Total de matchs disputés : 9
- Victoires de l'équipe de Pologne : 5
- Victoires de l'équipe d'Ukraine : 3
- Matchs nuls : 2

### Uruguay
Confrontations entre l'équipe d'Uruguay de football et l'équipe de Pologne de football : 
| Date             | Lieu               | Match             | Score | Compétition  |
| 16 février 1986  | Montevideo Uruguay | Uruguay - Pologne | 2-2   | Match amical |
| 29 novembre 1992 | Montevideo Uruguay | Uruguay - Pologne | 0-1   | Match amical |
| 14 novembre 2012 | Gdansk Pologne     | Pologne - Uruguay | 1-3   | Match amical |

Bilan
- Total de matchs disputés : 3
- Victoires de l'équipe de Pologne : 1
- Victoires de l'équipe d'Uruguay : 1
- Matchs nuls : 1

## Y

### Yougoslavie
Confrontations en matchs officiels entre la Pologne et la Yougoslavie :
| Date         | Lieu                  | Match                 | Score | Compétition                                  |
| 30 juin 1974 | Francfort-sur-le-Main | Pologne - Yougoslavie | 2-1   | Coupe du monde 1974 (Second tour - Groupe 2) |

Bilan
- Total de matchs disputés : 1
- Victoires de l'Équipe de Yougoslavie : 0
- Victoires de l'Équipe de Pologne : 1
- Matchs nuls : 0